# دبكة أردنية
الدبكة الأردنية هي رقصة فلكلورية أردنية والرقصة الوطنية للمملكة الأردنية الهاشمية. يصطف الراقصون إمَّا على شكل صف أو على شكل قوس أو دائرة. يكون الراقصون من الذكور أو الإناث، وتؤدى الرقصات إما مختلطة أو بانفصال الجنسين. يقود الرقصة أول الراقصين، وهو يحدد بشكل عام منحى الرقصة، ويقوم عادة بأداء حركات إضافية تظهر مهارته. والدبكة تكون عبارة عن حركات بالارجل وتتميز بالضرب على الأرض بصوت عال مترافقة بالغناء وعزف الموسيقى الفلكلورية. وهي جزء مهم من التراث والفلكلور الأردني، وتمارس في الأعراس والمناسبات الوطنية.

## الأنواع

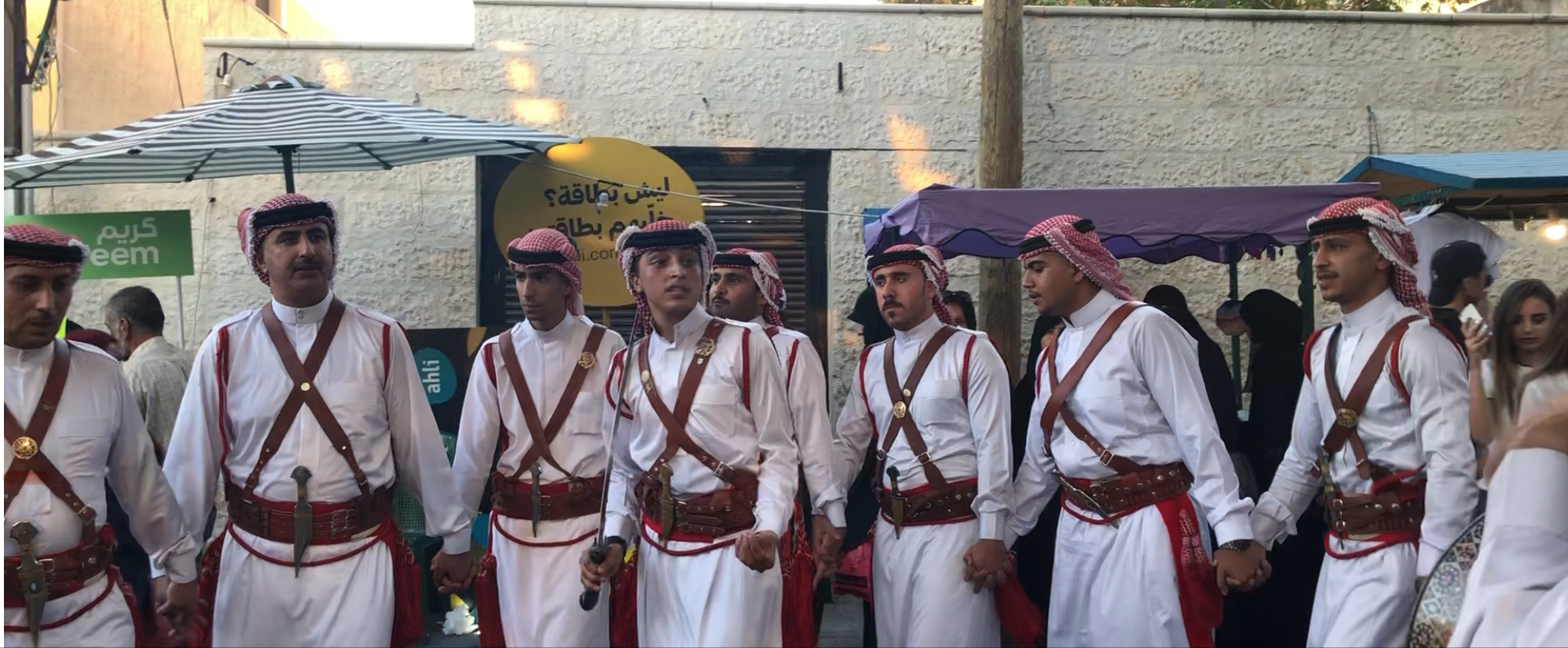

هنالك ما يقارب العشرين نوع من الدبكة الأردنية.
- دبكة حبل مودع: وهي الدبكات على اختلاف أنواعها التي يقف بها الرجال والنساء بتتابع مشترك.[2]
- دبكة الكرادية: وتسمى أيضا الطيارة وتتميز بإيقاعها السريع في حلقة مفتوحة حيث يتحرك المشاركون بالدبكة من اليسار إلى اليمين.[2]
- دبكة التسعاوية: وتعرف بالدبكة المعانية وهي من أجمل الدبكات الأردنية وتدبك على أنغام المجوز أو الشبابه أو القربة.[2]
- الدبكة العادية: وتسمى أيضا دبكة الدلعونا وهي تستوعب كافة الألحان بالإيقاعات المتقاربة وخاصة ألحان الدلعونا البطيئة منها والسريعة وتدبك على أنغام المجوز أو اليرغول والشبابه بشكل أقل وهي سداسية.[2]
- دبكة الشعراوية: هي كالدبكة العادية إلا أن خطوتها أسرع وأقرب ما تكون إلى القفز وهي تستوعب كافة الألحان وغالبا ما تدبك على أنغام اليرغول.[2]
- دبكة الدرازي: تدبك مع شبك الأيدي وهي ذات إيقاع سريع وتدبك على أنغام المجوز.[2]
- الدبكة الشمالية: وهي من أشهر الدبكات الأردنية. تبدأ حركتها بالرجل اليسرى وتنتهي أيضا باليسرى وتمتاز بإيقاعها السريع وتدبك على أنغام المجوز وبشكل أقل على أنغام اليرغول.[2]
- دبكة الجوفية: وهي تعتمد على وقوف الدبيكة على شكل صفين متقابلين الصف الأول يغني والثاني يرد عليه بأغانٍ فلكلورية أردنية، وغالباً ما يغني الصف الأول الشطر الأول ويرد عليه الصف الثاني بالشطر الثاني.[2]
- الدبكة العسكرية: تكون الأيدي مشبوكة على الأكتاف على شكل دائرة مغلقة أو مفتوحة وقلما تشارك فيها النساء لأنها مجهدة. طريقتها قائمة على تبادل الدبك بالرجل اليمين باتجاه اليمين واليسرى باتجاه اليسار، وهي تكون بأربع عدات والعدة الرابعة ترفع الرجل اليمنى نحو اليمين واليسرى نحو اليسار.[2]
- دبكة الغوارنة: وتسمى أيضا بدبكة ديرعلا. تكون الأيدي مشبوكة على الأكتاف وتمتاز بالسرعة الفائقة والحركات المتعددة.[2]
- دبكة واحد ونص: يقفز الدبيكة قفزة بسيطة بالرجلين ويخبط واحدهم خبطة بسيطة باليمين ثم بالقدم الشمال حتى تصبح الارجل شكل خبطة واحدة.[2]
- دبكة أبو علنده: يقفز الدبيكة خمس قفزات خفيفة ثم حركة باليمين وحركة بالشمال ثم حركة واحدة ونصف.[2]
- الدبكة العقباوية: وهي الرقصة الخاصة بأهل العقبة.[2]
- الدبكة الرمثاوية: يكون الدبيكة بصف واحد باستثناء اثنان يخرجان عن الصف ويرقصان وحدهما.[2]
- الدبكة الفرادية: وتقوم بها أم العريس أثناء الزفة أو في سهرة الدخلة قبل دخول العروسين لمنزلهما حيث تحمل بيدها عجينة تلصقها العروس عند دخول المنزل الجديد. أو تقوم بها العروس عند قدوم العريس وأهله وبهذه الحالة تسمى رقصة العروس.[2]
- الدبكة الجماعية: تكون من قبل قريبات العروس أو العريس في الزفة ويكون مشتركاً بها أدوات شعبية وزي شعبي كامل وتكون قبل العرس بيوم فيما يعرف بالتعليلة والحنة.[2]
- دبكة السحجة: وتكون على شكل أبيات مغنّاه مقرونة بحركات متناسقة يوجد لها عدة حركات وأداء معيّن وعلى حسب النغم والقافية، ومن هذه الحركات الوقوف معاً والجلوس منتصف الصف الثاني والانحناء بالظهر وجلسة القرفصاء مع تصفيق الأيدي وإدارة الوجوه يميناً وشمالاً وحركة الرأس، كما يقوم شخص وربما أكثر بالوقوف أمامهم للمشاركة معهم في جميع الحركات والأداء ويتفق البيت مع الحركة منسجماً مع المعنى واللفظ والصوت، والصوت له عدة درجات بطيء ووسط وعالٍ ونوع آخر يسمونه الجر (المد)، كما يقومون بالحركات المثيرة للنفس والحماسية والمشجعة. ويمكن أن يتقابل المشاركون في صفين وجهاً لوجه يقف في وسط الدائرة الشاعر القوّال وحوله المشاركون.[2]
- دبكة الدحية: والدحية نوع من أنواع السحجة يشكل الرجال حلقة كبيرة ومن خلفهم المتفرجون من النساء والأطفال، وتكون السحجة في بدايتها فاترة تشتد شيئاً فشيئاً، حيث يشكل الدبيكة صفاً منظماً طويلاً أو دائرياً أو بشكل صندوق مفتوح، ويبدؤون التصفيق المنتظم المرتب مع هز الكتف يمنة ويسرة وإمالة الأيدي، ومع كل ضربة من الكف اليمين على الكف الشمال يخرج صوت منتظم من فم كل واحد من رجال «السحجة» يردد كلمة «دحي يوبي دحيه» وبشكل جماعي. ويحمى وطيس هذه الدحية إذا دخلت إحدى النسوة متنكرة الوجه «متلثمة بعصابتها» ترتدي شالاً أو عباءة وبيدها سيف أو عصا لترقص أمام الجميع، وتثير فيهم الحماس على إيقاع الدحية وتنطلق الصيحات والزغاريد والعيارات النارية فرحاً وابتهاجاً بالتي ترقص أمامهم ويقال لها «الحاشي» وقد يتجرأ أحدهم ويكون ذو قربة منها وينزل أمام الحشد ليراقصها فتتحين الفرصة وهي ترقص لتأخذ عن رأسه العقال، فإن هي فعلت ذلك أو استطاعت فتكون لها الغلبة في هذا السجال من الرقص، ويعلو صوت المشجعين وتنطلق العيارات النارية زيادة في الفرح والسرور، وكذلك الزغاريد ويتخلل هذه السحجة قول القصيد باللهجة البدوية من قبل أحد الحافظين، حيث يبدأ قصيدته بيتاً بيتاً مردداً إياها عدة مرات، وفي نهاية كل مرة يردد عدد من الرجال المجاورين له في الصف، (هلا بك هلا ويا هلا مار إنك صادق يا ولد) أو (هلا بك هلا ويا هلا ليا حنيف يا ولد) أو (هلا بك هلا ويا مهلي ويا ريت إزويلك «خيالك» ما يولي).[2]
- رقصة السيف الحاشي: والحاشي هي فتاة تجيد الرقص تنزل لترقص على حاشية السحيجة وهي منتدبة عن أهل العرس. اما لازمة القصيدة التي تنشد أثناء الرقص تكون (هلا بك هلا ويا هلا مار إنك صادق يا ولد) أو (هلا بك هلا ويا هلا ليا حنيف يا ولد) أو (هلا بك هلا ويا مهلي ويا ريت إزويلك ما يولي).[2]

## توضيحات
بعض الحركات التي تؤدى أثناء الدبكة:
- الشيلة: هي حركة تكون أثناء الدبكة حيث يخرج اللويح أو الرويس بقفز سريع مع حركات متنوعة.[2]
- الكرجة: هي حركة تكون أثناء الدبكة حيث تدبك عادة أثناء المشية وغناء المطرب أثناء المقطع الموسيقي.[2]

## الآلات الموسيقية المصاحبة للدبكة الأردنية
هنالك العديد من الآلات الموسيقية التقليدية المصاحبة للدبكة الأردنية ومنها: الشبابة، المجوز، اليرغول، القربة، الطبلة وفي بعض الأحيان العود.